# No Fear
"No Fear" är en låt av den finländska rockgruppen The Rasmus, utgiven som den första singeln från deras sjätte album Hide from the Sun. Man släppte låten både som 2-spårssingel och maxisingel den 29 augusti 2005, den sistnämnda med en remix av Chris Vrenna. Den blev gruppens femte listetta i Finland samt deras fjärde och sista singel på den brittiska singellistan.
Texten skrevs av sångaren Lauri Ylönen och kan verka mörk och dyster, men handlar egentligen om en kvinna som har avslutat ett kapitel i sitt liv och är redo att börja ett nytt. Hon känner ingen rädsla för att gå vidare, trots att hon inte vet vad som väntar henne. "No Fear" är en av de få låtar av The Rasmus som innehåller gitarrsolo, framfört av gitarristen Pauli Rantasalmi. Låten anses av de flesta ingå i genren alternativ rock, dock innehåller den aningen tyngre rockackord och dess mörka melodi kan få den att framstå som gothic rock.
Låten är uppbyggd av en intro/outro-melodi som spelas på keyboard, samt rockackord som går genom hela låten.

## Bakgrund och inspelning
Precis som resten av låtarna från Hide from the Sun har "No Fear" hämtat nästan all inspiration från The Rasmus senaste världsturné Dead Letters Tour. Texten till denna och många andra låtar skrevs ihop backstage vid flera olika konserter. Efter 2,5 års turnerande menade Ylönen att de kände sig tvungna att spela in en uppföljare.
Basisten Eero Heinonen gav följande kommentar om låten:
| ”               | I början försökte vi kanske blanda flera olika musikstilar och nu koncentrerar vi oss mest på starka melodier. Jag tror vi är mer fokuserade på vårt låtskrivande numera. | „ |
| – Eero Heinonen | |   |

Låten spelades in mellan april och juni 2005 tillsammans med de övriga låtarna från Hide from tje Sun, vilket skedde vid NordHansen Studio i Bromma, Stockholm av producenterna Mikael Nord Andersson och Martin Hansen.

## Mottagande
"No Fear" möttes av ganska blandad kritik med fokus på dess catchiga och radiovänliga karaktär. I den brittiska musiktidskriften Kerrang! recenserade man i september 2005 låten som följande; "Med en hook som liknas vid en blek imitation av den som fick "In the Shadows" upp på listorna är "No Fear" inte direkt den häpnadsväckande comeback som Rasmus fans kanske hoppats på. Det här är dock glänsande, radiovänlig poprock när den är som bäst och finländarnas roll som listplågande jättar kommer osannolikt att rubbas om de fortsätter att leverera omedelbara hits som den här." I den brittiska tidningen The Sun skrev man "Listtoppande gothpopparna tar fram ännu en hitsingel ur väskan. Catchiga riff men riktigt dålig text". I samband med en recension av albumet Hide from the Sun på webbplatsen musicOMH beskrev Chris Ingold låten som ett sekel till "In the Shadows"; "den är nästan lika catchig, den har också en 'ooh-oh-ooh'-grej i sig och den kommer att spelas på radio för alltid".

## Musikvideo
Videon till låten spelades in under hösten 2005 i en tegelbyggnad i Berlin och regisserades av den tyska musikvideoregissören Jörn Heitmann, bland annat känd för att ha arbetat med bandet Rammstein. I samma byggnad fotograferades även många av de pressbilder på bandet som användes i samband med marknadsföringen av Hide from the Sun.
I videon får man huvudsakligen se en yngre kvinna klädd i ett slags vitt linne och vita byxor, sittande på en sängkant. Det är hon som ska spegla tjejen i låtens text, hon visar alltså inte någon rädsla. Detta märks tydligt i scenerna där hon går över en bilväg utan att se sig för och i en annan scen går hon runt på taket av en enorm byggnad. I samma byggnad får man se The Rasmus spela på sina instrument i de övriga scenerna. Efter att kvinnan har aktiverat en slags hemlig port med sin ena hand, flyger tusentals fjärilar in i rummet där bandet står. Det slutar med att kvinnan kommer in i en gömd värld där allt är soligt och grönt. Där står även sängen som man såg i början av videon.
Videon blev mycket populär på MTVs topplista UpNorth för nordiska musikvideor. Den toppade länge listan samtidigt som HIMs "Wings of a Butterfly" låg strax bakom.

## Låtlistor och format
Låtarna skrivna av The Rasmus.
| - CD-singel 1. "No Fear" – 4:07 2. "No Fear" (Fearless Remix) – 5:35 - Maxisingel 1. "No Fear" – 4:07 2. "Immortal" – 4:57 3. "No Fear" (Chris Vrenna Remix) – 3:42 - - Innehåller mjukvaran The Rasmus Player för PC | - Brittisk CD-singel 1. "No Fear" – 4:07 2. "No Fear" (Freelance Hellraiser Remix) – 5:35 - Brittisk maxisingel 1. "No Fear" – 4:07 2. "Immortal" – 4:57 3. "Dancer in the Dark" – 3:28 4. "No Fear" (Chris Vrenna Remix) – 3:40 5. "No Fear" (video) |

## Officiella versioner
- Album- och singelversion – 4:07
- Chris Vrenna Remix – 3:42
- Fearless Remix – 5:35
- Freelance Hellraiser Remix – 5:35
- Rehearsal Room Version – 3:30

## Listplaceringar
| Listor (2005)             | Högsta placering |
| ------------------------- | ---------------- |
| Brittiska singellistan    | 43               |
| Finländska singellistan   | 1                |
| Franska singellistan      | 41               |
| Israeliska singellistan   | 1                |
| Italienska singellistan   | 19               |
| Nederländska singellistan | 17               |
| Ungerska singellistan     | 4                |
| Ryska singellistan        | 97               |
| Schweiziska singellistan  | 44               |
| Svenska singellistan      | 23               |
| Tyska singellistan        | 13               |
| Österrikiska singellistan | 16               |

## Medverkande
The Rasmus
- Lauri Ylönen – sång
- Eero Heinonen – bas
- Pauli Rantasalmi – gitarr
- Aki Hakala – trummor

Produktion
- Mikael Nord Andersson & Martin Hansen – produktion, inspelning, mixning (NordHansen Productions)
- Claes Persson – mastering ("No Fear" & "Immortal" vid CRP Recordings)

Remixer
- Christofer Stannow – mastering ("Chris Vrenna Remix" vid Cosmos Mastering)
- Götz-Michael Reith – mastering ("Fearless Remix" & "Freelance Hellraiser Remix" vid Emil Berliner Studios)
- Chris Vrenna – produktion ("Chris Vrenna Remix")
- Freelance Hellraiser – produktion ("Fearless Remix" & "Freelance Hellraiser Remix" för Big Life Management)